# یوکا هنتونن
یوکا هنتونن (فنلاندی: Jukka Hentunen؛ زادهٔ ۳ مهٔ ۱۹۷۴) بازیکن هاکی روی یخ اهل فنلاند بود.
از باشگاه‌هایی که در آن بازی کرده‌است می‌توان به کلگری فلیمس اشاره کرد.